# 莫尼托縣 (密蘇里州)
莫尼托县（英語：Moniteau County）是美國密蘇里州中部的一個縣，北界密蘇里河。面積1,085平方公里。根據美國2000年人口普查，共有人口14,827人。縣治加利福尼亞 （California）。
成立於1845年2月14日。縣名來自同名的河 （原來是印地安人對「最高者」的稱呼法語的音譯）。